# Esperanza d'Ors

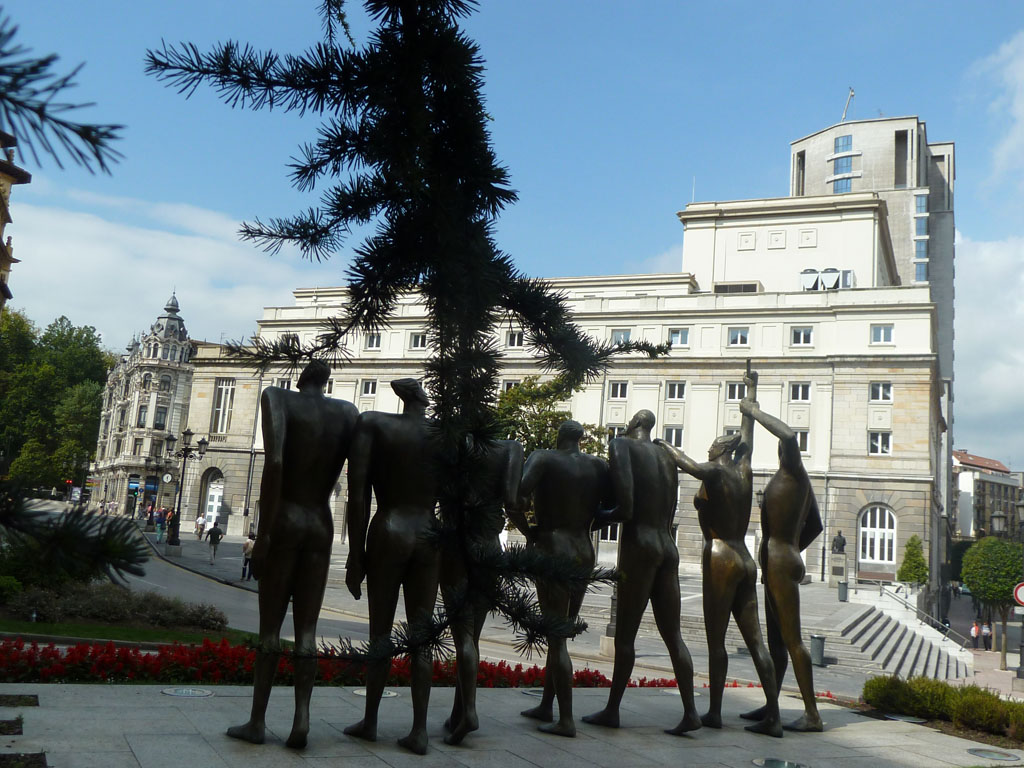
Vista posterior del monumento a la Concordia, obra de Esperanza d'Ors instalada en Oviedo.

Esperanza d'Ors (Madrid, 8 de diciembre de 1949) es una escultora y estudiosa del arte española.

## Biografía
Nieta de Eugenio d'Ors, se licencia en Literatura Hispánica por la Universidad Complutense de Madrid y realiza trabajos para renombradas publicaciones como Rialp, Sarpe y las revistas Marie Claire y La Actualidad Española (donde ha escrito críticas de arte). Inicialmente se dedica a la docencia, trabajando como profesora de Movimientos Artísticos Contemporáneos en la Facultad de Ciencias de la Información de Navarra de 1973 a 1977.
A partir de 1981, tras asistir a un taller de escultura impartido por su hermano Alfonso d’Ors, el Taller Fomento, comienza a dedicarse íntegramente la actividad artística. Sigue su formación artística en la Escuela de Cerámica de Madrid.
Se puede definir su obra como dentro de un clasicismo estético y temático. Tiene una clara predilección por la representación de la figura femenina, generalmente Afroditas, las cuales pueden estar inspiradas tanto en la escultura arcaica como en otros autores vanguardistas como: Manolo Hugué, Josep Clarà o Marino Marini.
A finales de los ochenta comienza con un nuevo formato de esculturas, pasando de las obras de pequeñas dimensiones a figuras de un gran tamaño, aunque este cambio no supuso un abandono de su anterior temática. Respecto a los materiales empleados para estas nuevas esculturas, utiliza una mezcla de poliéster y de polvo de mármol. Son ejemplos de esta etapa los homenajes a Kolbe o a Marino Marini.
En 1991 se inspira en el mito de Ícaro para la realización una serie de esculturas, nuevamente de gran tamaño de latón, en las que hace uso de nuevos materiales tales como el acero, la tela metálica y el color, mostrando un gran interés por la simplificación, pureza y depuración de los elementos barrocos, con lo que alcanza una iconografía propia que caracteriza su obra al menos hasta la entrada del siglo xxi.

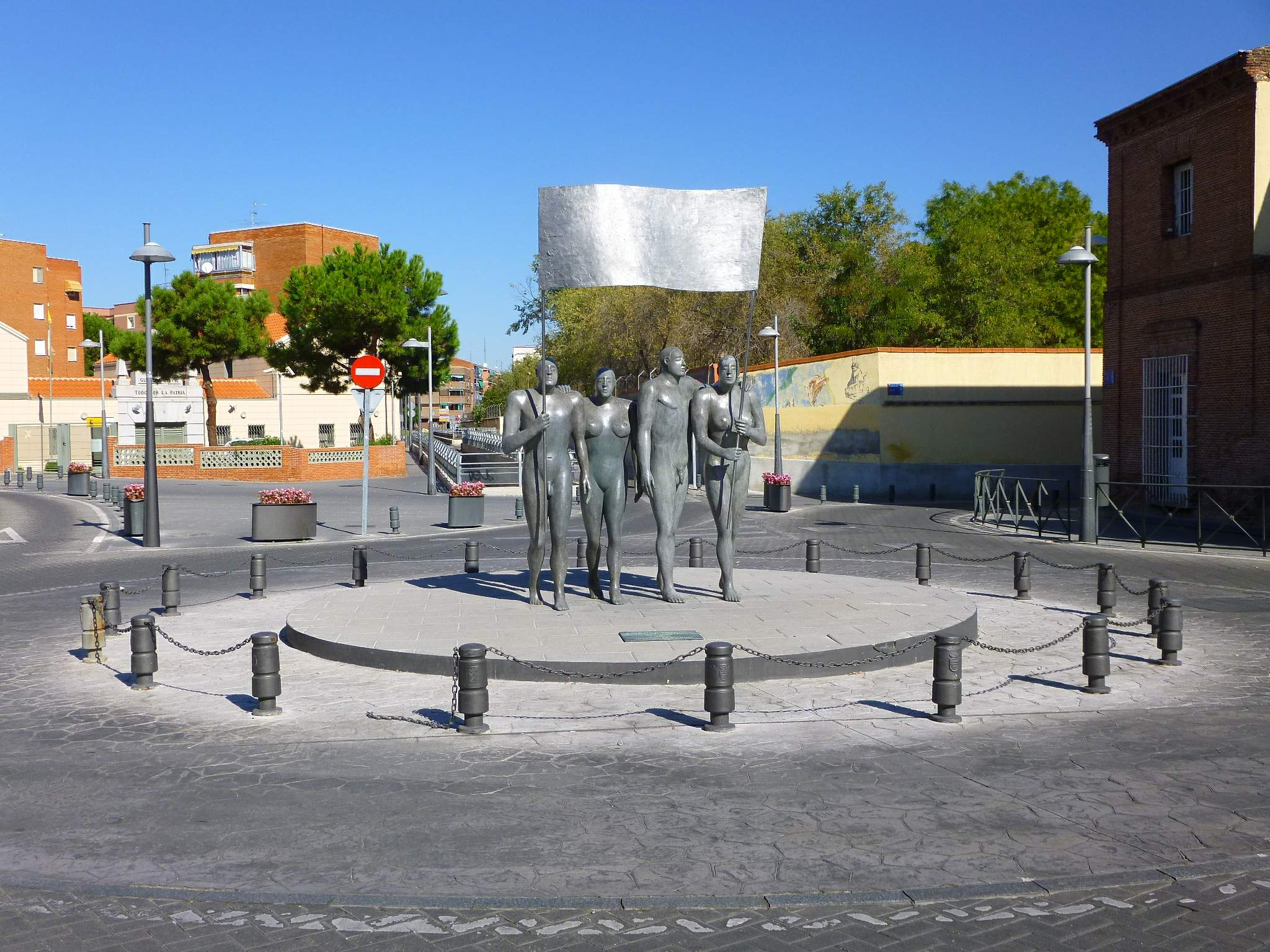
Monumento al Movimiento Ciudadano, Leganés (Esperanza d'Ors, 2006).

En 1992 es premiada con la Medalla de Oro en Escultura en la Bienal de Alejandría (Egipto); esto le llevó dos años después, a realizar un "homenaje" a esta ciudad a través de una relectura de los relieves alejandrinos y del mítico y desaparecido Faro de Alejandría, como recuerdo del citado premio.
Sus esculturas son fácilmente identificables,  y forman parte del patrimonio público de ciudades españolas como León, Oviedo o Madrid.
Está casada con el dramaturgo Ignacio Amestoy  y es madre de la actriz y directora teatral Ainhoa Amestoy.

## Actividad artística

### Exposiciones individuales
- 1981: “El pequeño hombre en el pódium”. Alençon. Madrid[7][1]
- 1985: “Circe y las sirenas”. Gamarra y Garrigues. Madrid.[7][1]
- 1989: “Afroditas”. Yerba-Carlos Enrich. Barcelona.[7][1]
- 1990: “Afroditas II”. Nine Arts. Amberes.[7][1]
- 1991: “Los laberintos de Ícaro”. Albatros. Madrid.[7][1] Galería Maese Nicolás, León[1]
- 1993: “Homenaje al Greco”. Museo Santa Cruz. Toledo.[7][1]
- 1995: “Prometeo, no debiste traer el fuego”. Buades. Madrid. “No mueren los dioses”. Mercado del Pescado. Oviedo.[7][1]
- 1996: “Let´s dance”. Tiempos Modernos. Madrid.[7]  “Afroditas, Ícaros y Prometeos”. Bores y Mallo. Cáceres.[7]  Antiguo Mercado del Pescado de Trascorrales, Oviedo[1]
- 1997: “El tiempo y los mitos”. Colegio Arquitectos. Badajoz.[7]
- 1998: “Pandora, Ícaro y Prometeo”. Pelaires. Palma de Mallorca.[7]
- 1999: “Tres mitos”. Bennassar. Pollensa. Mallorca. “Las sirenas que provocaron a Ulises”. Tiempos Modernos. Madrid.[7]
- 2001: “Once Sísifos y algunos suplentes”. Pelaires. Palma de Mallorca.[7]
- 2002: “Narciso: El espejo de mi soledad”. Belarde. Madrid.[7][1]
- 2003: “Nuevos mitos viejos”. Antonio Machado. Leganés. Madrid.[7]  “Y Dios creó… la manzana”. Tiempos Modernos. Madrid.[7]
- 2004: “Nuevos mitos viejos”. Dasto. Oviedo.[7]
- 2005: “Mitos”. Ángeles Baños. Badajoz.[7]  “Esculturas:1995-2005”. Bores y Mallo. Cáceres.[7]
- 2006: “Nuovi miti vecchi”. Instituto Cervantes. Roma. Italia.[7][1]

### Exposiciones colectivas
- 1984. "Madrid, Madrid, Madrid", Centro Cultural de la Villa, Madrid[1]
- 1985. ARCO 85, Madrid (con la Galería Gamarra y Garrigues)[1]
- 1986. ARCO 86, Madrid (con la Galería Gamarra y Garrigues)[1]   Premio de Escultura Villa de Madrid, Madrid[1]
- 1988. Galería Lluc-Fluxa, Palma de Mallorca, Mallorca[1]
- 1990. Galería Trazos, Santander, Cantabria[1]
- 1991. Lineart, Gante, Bélgica (con la Nine Arts Gallery)[1]
- 1992. NICAF, Yokohama y Tokio, Japón (con la Galería Kuranuki)[1]  XVII Bienal de Alejandría, Egipto[1]
- 1993. Galería Kuranuki, Osaka, Japón[1]  Tiempo modernos, Madrid[1]
- 1994. Galería Pilar Parra, Madrid[1]
- 2007. "Entre Arte II", Centro Cultural Cajastur Palacio de Revillagigedo, Gijón[1]

### Obras públicas
- “Afrodita II”, 1996, plaza de la Paz, Oviedo.[1][7]
- “Ícaro”, sin fecha, Elgóibar, Guipúzcoa.[1][7]
- “Afrodita para Críticos”. Hotel Alfonso V. León.
- “Siempre hay tiempo para volar”. C. Capuchino. Mallorca.
- “Monumento a la Concordia”, 1997, plaza del Carbayón, Oviedo.[1][7]
- “El regreso de Ícaro con su ala de surf”, 1999, Puerto de Alicante.[1][7]
- “El espejo de mi soledad”. Teatro Alcázar. Madrid.[7]
- “Homenaje al movimiento ciudadano”. Leganés. Madrid.[7]
- “Los Cuatro Elementos”. La Lastra. León.[7]

### Obra en museos y colecciones públicas
- Colección Pérez Simón. México.[7]
- Colección Comunidad de Madrid.[7]
- Fundación BBVA. Madrid.[7]
- Fundación Jiménez-Arellano. Valladolid.[7]
- MNCARS. Madrid.[7]
- Museo Arte Contemporáneo. Las Palmas Gran Canaria.[7]
- Museo de Arte Contemporáneo. Salamanca.[7]
- Museo Municipal de Arte Contemporáneo. Madrid.[7]
- Museo Municipal. Valdepeñas. Ciudad Real.[7]
- Museo de Escultura. Leganés. Madrid.[7]
- “Sísifo con muletas”, sin fecha, Museo de Cáceres.[1][7]
- “Devolución de Prometeos a su lugar de origen: un viaje de trashumancia”, 2009, Biblioteca Pública José Hierro, Usera.[1]